# تفنگ‌مرغ بهشتی
تفنگ‌مرغ بهشتی (نام علمی: Ptiloris paradiseus) نام یک گونه از سرده تفنگ‌مرغ‌ها است.